# لوییس گریفن

لوییس گریفن

لوییس گریفن (نام قبل از ازدواج:لوییس پیوترشمیت) (به انگلیسی: Lois Griffin (née Pewterschmidt)) یک شخصیت خیالی متولد ۱۹۶۶ است که در مجموعه پویانمایی مرد خانواده می‌باشد. این شخصیت توسط ست مک‌فارلن طراحی شده و الکس بورستین به جای آن صحبت می‌کند.

## ویژگی‌ها
لوییس یک پروتستان است و با لهجه نیویورکی حرف می‌زند. او همسر پیتر گریفن و مادر کریس، مگ و استووی می‌باشد. او یک زن خانه‌دار است، اما در چندین قسمت نشان داده می‌شود شغل‌های دیگری داشته است. در ابتدای سریال نیز او به بچه‌های شهر پیانو درس می‌دهد.در طولانی مدت سریال، لوئیس چندین کار وحشتناک انجام داده است که شامل خیانت، جنایت و قلدری می شود، که نشان می دهد او دقیقاً بهترین مدل شخصیت در خانواده نیست.شخصیت لوئیس درابتدا قرار نبود به شکلی که ما او را در سریال فمیلی گای دیدیم طراحی شود و تفاوت زیادی با نسخه نهایی شخصیت لوئیس در سریال داشت. این تفاوت‌ها نه‌تنها به ظاهر این شخصیت که به نحوه رفتار او هم مربوط می‌شدند. زمانی‌که ست مک‌فارلن مبلغ ۵۰ هزاردلار را از شبکه فاکس دریافت کرد تا نسخه ابتدایی این سریال را آماده کند، در این قسمت شخصیت لوئیس را با یک پیراهن قرمز، شلوار جین آبی و از همه مهم‌تر با موهای بلوند طراحی کرده بود که زمین تا آسمان با لوئیسی که ما در سریال تماشا کردیم از لحاظ ظاهری فرق داشت ولی تفاوت این دو لوئیس به همین موضوع ختم نمی‌شود. شخصیت لوئیس که در نسخه نهایی و پخش‌شده سریال Family Guy حضور دارد نسبت‌به شخصیت ابتدایی او مطقی‌تر است و درک بالاتری دارد. طبق صحبت‌های مک‌فارلن، او درابتدا قصد داشت تا شخصیت لوئیس را کمی شبیه‌به پیتر طراحی کند تا هر دوی آن‌ها اعمال و رفتاری بدون درک و غیرمنطقی داشته باشند. بااین‌حال در روزهای قبل از شروع مراحل ساخت این انیمیشن مک‌فارلن تصمیم خودش را گرفت تا شخصیت لوئیس را نه‌تنها از لحاظ ظاهری که از لحاظ رفتاری تغییر دهد. شخصیتی با موهای قرمز و لباس‌هایی با رنگ‌های سرد که به بیننده نشان می‌داد با شخصیتی منطقی طرف هستیم و قرار نیست خیلی کارهای دیوانه‌واری از لوئیس ببینیم.